# La Selle-en-Coglès
La Selle-en-Coglès ([la sɛl ɑ̃ kɔɡl], prononcé comme Cogles) est une ancienne commune française située dans le département d'Ille-et-Vilaine en Région Bretagne, peuplée de 567 habitants. Elle a fusionné le 1er janvier 2017 avec Coglès et Montours et pour former la commune des Portes du Coglais.

## Géographie

### Localisation
Commune du pays du Coglais (que l'on retrouve dans le nom de la commune sous son ancienne graphie de Coglès, également le nom du bourg central de cet ancien pays).

## Toponymie
Le nom de la localité est attesté sous les formes Ecclesia Sancti Petri de Cella en 1186, Cella in Coglesio en 1516[réf. à confirmer].
La Selle-en-Coglès est issu du latin cella (monastère) et du pays du Coglais dont elle fait partie (sous son ancienne graphie de Coglès).

## Histoire

### LeXIXesiècle
Au début du XIXe siècle, une mission organisée dans la paroisse s'acheva par une cérémonie expiatoire : pieds nus et corde au cou, un ancien prêtre assermenté se rétracta devant des milliers de fidèles.

### LeXXesiècle

#### La Première Guerre mondiale
Le monument aux morts de La Selle-en-Coglès porte les noms de trente-trois soldats morts pour la France pendant la Première Guerre mondiale.
Victor Carnet, né en 1894 à La Selle-en-Coglès, soldat au 35e régiment d'infanterie (qui faisait partie de l'Armée française d'Orient) fut fusillé pour l'exemple (en fait tué par les gendarmes de la prison militaire de Salonique) le 4 novembre 1915 à Salonique (Grèce).

#### La Seconde Guerre mondiale
Le monument aux morts de La Selle-en-Coglès porte les noms de quatre personnes mortes pour la France pendant la Seconde Guerre mondiale : J. Berthelot, S. Bregaint, O. Jamault, A. Le Crecq.
Fernand Derrien, né le 19 mai 1925 à Dol-de-Bretagne, lieutenant FTPF dans le maquis de Vieux-Vy-sur-Couesnon, fut tué lors d'un combat le 23 juillet 1944 à La Selle-en-Coglès.

#### L'après-guerre
Un soldat originaire de La Selle-en-Coglès est mort pendant la guerre d'Algérie : R. Rivet.

## Politique et administration

### Liste des maires
| Période                                  | Période       | Identité                  | Étiquette | Qualité                                        |
| ---------------------------------------- | ------------- | ------------------------- | --------- | ---------------------------------------------- |
| Les données manquantes sont à compléter. |               |                           |           |                                                |
| 1799                                     | 1808          | Pierre Tropée             |           |                                                |
| Les données manquantes sont à compléter. |               |                           |           |                                                |
| 1947                                     | 19..          | Pierre Richer             | MRP       | Cultivateur, ancien combattant Maire honoraire |
| 1966                                     | mars 1983     | Jean Deroyant (1915-2014) |           | Cultivateur, ancien combattant Maire honoraire |
| mars 1983                                | décembre 2016 | Louis Simon               | DVD       | Responsable de magasin retraité                |

## Population et société

### Démographie
L'évolution du nombre d'habitants est connue à travers les recensements de la population effectués dans la commune depuis 1793. À partir du 1er janvier 2009, les populations légales des communes sont publiées annuellement dans le cadre d'un recensement qui repose désormais sur une collecte d'information annuelle, concernant successivement tous les territoires communaux au cours d'une période de cinq ans. 
Pour les communes de moins de 10 000 habitants, une enquête de recensement portant sur toute la population est réalisée tous les cinq ans, les populations légales des années intermédiaires étant quant à elles estimées par interpolation ou extrapolation. Pour la commune, le premier recensement exhaustif entrant dans le cadre du nouveau dispositif a été réalisé en 2008,.
En 2021, la commune comptait 567 habitants, en évolution de −10,43 % par rapport à 2015 (Ille-et-Vilaine : +5,61 %, France hors Mayotte : +2,49 %).
| 1793  | 1800 | 1806  | 1821 | 1831 | 1836 | 1841 | 1846 | 1851 |
| ----- | ---- | ----- | ---- | ---- | ---- | ---- | ---- | ---- |
| 1 006 | 926  | 1 012 | 999  | 862  | 873  | 902  | 835  | 831  |

| 1856 | 1861 | 1866 | 1872 | 1876 | 1881 | 1886 | 1891 | 1896 |
| ---- | ---- | ---- | ---- | ---- | ---- | ---- | ---- | ---- |
| 812  | 808  | 805  | 850  | 825  | 818  | 853  | 786  | 771  |

| 1901 | 1906 | 1911 | 1921 | 1926 | 1931 | 1936 | 1946 | 1954 |
| ---- | ---- | ---- | ---- | ---- | ---- | ---- | ---- | ---- |
| 739  | 726  | 767  | 629  | 609  | 642  | 635  | 605  | 596  |

| 1962 | 1968 | 1975 | 1982 | 1990 | 1999 | 2008 | 2013 | 2018 |
| ---- | ---- | ---- | ---- | ---- | ---- | ---- | ---- | ---- |
| 589  | 580  | 510  | 491  | 461  | 447  | 572  | 620  | 592  |

| 2019 | - | - | - | - | - | - | - | - |
| ---- | - | - | - | - | - | - | - | - |
| 583  | - | - | - | - | - | - | - | - |

## Culture locale et patrimoine

### Lieux et monuments
- Église Saint-Pierre : clocher de 1842, et corps de l'édifice érigé par Arthur Regnault en 1904-1905.

### Galerie

La façade occidentale de l'église Saint-Pierre.
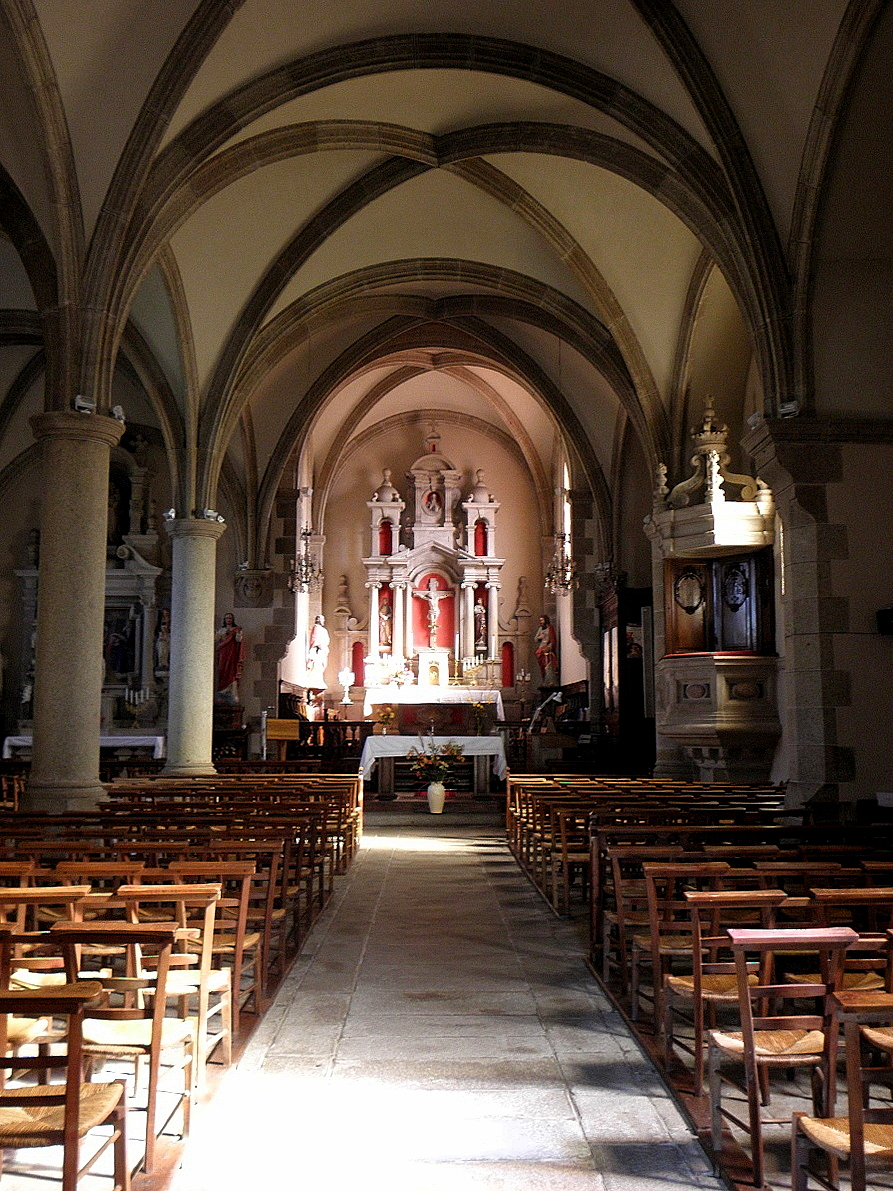
L'intérieur de l'église.